# Konstruktér

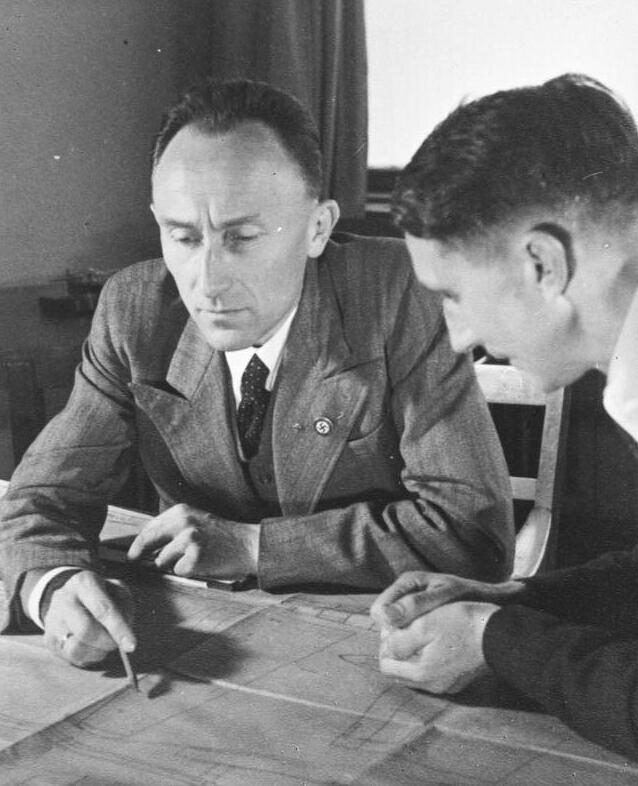
Zindel, Ernst Dipl. Ing.: šéfkonstruktér firmy Junkers-Werke, konstruktér letounů Ju 52, 87 a 88, Spolková republika Německo.

Konstruktér je odborná profese především ve strojírenském a elektrotechnickém průmyslu. Konstruktér se zabývá návrhem a vývojem strojů, přístrojů a zařízení. Výsledkem jeho práce je technická dokumentace k výrobku – výkresy nebo model a další doplňující dokumentace, podle které lze konkrétní výrobek zhotovit.
Ve stavebnictví se obdobná profese nazývá projektant.

## Významní konstruktéři
- Walther Bauersfeld – projektory a planetária
- Oskar Barnack – fotoaparáty
- Karl Benz – automobily
- Hubert Cecil Booth – vysavače
- Tycho Brahe – astronomické měřicí přístroje
- Starling Burgess – jachty, letadla
- Rudolf Diesel – vznětový motor
- Gottlieb Daimler – průkopník automobilismu
- Gustave Eiffel – Eiffelova věž a ocelové konstrukce, mosty
- Henrich Focke – letadla, vrtulník
- Nathanael Herreshoff – lodě
- Robert Hooke – měřící přístroje, chronometr
- Alfred Jensch – zrcadlové teleskopy a další astronomické přístroje
- Clarence ,,Kelly" Johnson – Lockheed U-2, Lockheed SR-71 Blackbird
- Franz Kruckenberg – kolejový zepelín
- Sergej Koroljov – rakety, kosmické lodě
- Wilhelm Maybach – průkopník automobilismu
- Willy Messerschmitt – letadla
- Michail Leonťjevič Mil – vrtulníky
- Max Oertz – jachty, lodě
- Nicolaus Otto – Ottův motor
- Ferdinand Porsche – automobily
- Johann Schütte – vzducholodě
- John Isaac Thornycroft – torpédové čluny, vznášedla
- Alexej Tupolev – letadla
- Olin Stephens – jachty
- Leonardo da Vinci – létací a válečné stroje
- Heinz Waaske – fotoaparáty
- Ferdinand von Zeppelin – ztužené vzducholodě
- Felix Wankel – Wankelův motor
- Frank Whittle – proudový motor
- Engelbert Zaschka – vrtulníky, motocykly a automobily